# Guangshen Railway Company
Guangshen Railway Company (chinois simplifié : 广深铁路公司 ; chinois traditionnel : 廣深鐵路公司 ; pinyin : Guǎngshēn tiělù gōngsī) est l'opérateur de la Guangshen Railway, la voie ferrée rapide entre Canton et Shenzhen. Depuis juin 2007, elle est également active sur d'autres lignes. 

## Lignes desservies
- Shenzhen - Pingshi